# Alien: Romulus
Az Alien: Romulus 2024-ben bemutatott amerikai sci-fi horrorfilm, amelyet Fede Álvarez és Rodo Sayagues forgatókönyvéből Fede Álvarez rendezett. Az Alien-filmsorozat hetedik része, amely az Alien – Nyolcadik utas: a Halál (1979) és az Alien 2. – A bolygó neve: Halál (1986) eseményei között játszódik. Története konkrétan az első Alien-ből kapcsolódik be, illetve új magyarázatokat ad a Prometheus-ból látható fekete genom-hoz. A főbb szerepekben Cailee Spaeny, David Jonsson, Archie Renaux, Isabela Merced, Spike Fearn és Aileen Wu látható.
Az Amerikai Egyesült Államokban 2024. augusztus 16-án mutatta be a 20th Century Studios. Magyarországon augusztus 15-én került mozikba a Fórum Hungary forgalmazásában.

## Cselekmény
2142-ben a Weyland-Yutani társaság a két évtizeddel korábban megsemmisült USCSS Nostromo roncsait vizsgálja. Begyűjtenek egy nagyméretű bábra emlékeztető tárgyat és egy titkos kutatóűrhajóra viszik. Megérkezésük után a tudósok felnyitják a bábot és egy xenomorphot fedeznek fel benne.
Hónapokkal később a napfényt sosem látott LV-410 bolygón fekvő, Jackson's Star nevű bányászkolónián folytatódnak az események. Egy Rain Carradine nevű fiatal lány fogadott testvérével, egy Andy névre hallgató, megrongálódott androiddal él együtt, melyet Rain elhunyt édesapja programozott át. A Weyland-Yutani egyoldalúan meghosszabbítja a lány munkaszerződését. Volt barátja, Tyler meggyőzi őt, csatlakozzon hozzá és társaihoz – terhes húgához, Kayhez, unokatestvérükhöz (és a gyermek apjához), Bjornhöz és Bjorn fogadott nővéréhez, Navarróhoz – felkutatni egy elhagyatott űrhajót. Céljuk az ott lévő hibernálókamrák begyűjtése, melyekkel egy élhetőbb bolygóra, a Yvagára juthatnának. Andyre is szükségük van a fedélzeti számítógépes rendszer kezeléséhez, Rain nagy nehezen beleegyezik ebbe. Egy Corbelan nevű szállítóhajón eljutnak a Weyland-Yutani Romulus és Remus elnevezésű szekciókból álló űrhajójára.
Miközben speciális üzemanyagot keresnek a hibernálókamrákhoz, Tyler, Bjorn és Andy véletlenül kikapcsolja a termosztátot. A klónozott, de inaktív arctámadók felélednek és a biztonsági rendszer által lezárt helyiségben rájuk támadnak. A lezárás felülírásához Rain egy sérült android, Rook chipjét Andybe ülteti át, így az hozzáférést kap a hajó rendszeréhez és frissíti az elavult szoftverét. Azonban személyisége is megváltozik és mostantól a Weyland-Yutanihoz való hűséget tartja a legfontosabb céljának, társai védelmezése helyett.
Menekülés közben egy arctámadó elkapja Navarrót. Rain újraaktiválja Rookot, aki elárulja, az elfogott xenomorph lemészárolta az űrhajó teljes legénységét. Bár Tyler leszedi az arctámadót társáról, Rook figyelmezteti, már késő – az ugyanis már elhelyezte petéit a lány testében. Andy sikertelenül próbálja megállítani a Navarróval és Kayjel együtt a Corbelan fedélzetére igyekvő, többi társát hátrahagyó Bjornt. Egy mellkasrobbantó tör elő Navarro testéből, végezve a gazdatesttel. A Corbelan összeütközik a Romulus hangárjával, eltérítve az űrhajót eredeti pályájáról, ami így egy órán belül az LV-410 gyűrűjébe fog belecsapódni. Az újszülött idegennek sikerül elmenekülnie, később Bjorn egy sokkolóval támadja meg a bebábozódott és immár kifejlődött lényt, de az savas vérével megöli őt.
Ray és Tyler a dokkolóba igyekszik, kikerülve az arctámadókat. Kay el tudja hagyni a Corbelant, de a xenomorph követi őt és megpróbálja a lányt felhasználva csapdába csalni annak társait. Andy nem hajlandó kinyitni egy ajtót és kockáztatni Rain, valamint Tyler életét, így azok tehetetlenül nézik végig, amit a szörny súlyosan megsebesíti és elhurcolja barátjukat. Andy mintákat talála abból az anyagból (Rook a „Prometheus tüze” néven utal rá), melyet a tudósok vontak ki a xenomorph testéből, hogy emberi DNS-sel kombinálva tökéletes embereket hozzanak létre. Az android ragaszkodik hozzá, hogy a mintákat a kolóniára kell vinni. Rain és Tyler felfegyverkezik, de Rook figyelmezteti őket: ne használják őket, mert az idegenek savas vére tönkreteheti a hajótestet, a levegő világűrbe történő gyors távozásával robbanást idézve elő.
Rain és Tyler eljutnak az idegenek fészkébe, megmentik a begubózott Kayt, de Tyler életét veszti és Andyt is lefejezik a lények. A súlyosan sérült Kay menekülés közben magába fecskendezi a Prometheus tüzét. Rain visszatér a Romulusra és a chip kicserélésével visszakapja a régi, hűséges Andyt. A mesterséges gravitációt kikapcsolva képes lelőni az idegeneket, mert azok vére így nem érintkezik a hajóval. Rain és Andy eljut a Corbelanra, éppen azelőtt, hogy az űrállomás becsapódna a gyűrűkbe, elpusztítva Rookot is.
Mialatt Rain és android társa a Yvagára történő utazásra készíti fel az űrhajót, Kay életet ad egy gyorsan növekvő, mutáns xenomorph-ember hibridnek. A bizarr teremtmény megöli Kayt és megsebesíti Andyt, de végül Rain ki tudja lökni az űrbe. Andyt egy hibernálókapszulában elhelyezve rögzíti naplóbejegyzését és ő maga is felkészül a mélyálomra.

## Szereplők
| Szerep         | Színész                                 | Magyar hang     |
| -------------- | --------------------------------------- | --------------- |
| Rain Carradine | Cailee Spaeny                           | Koller Virág    |
| Andy           | David Jonsson                           | Csiby Gergely   |
| Tyler          | Archie Renaux                           | L. Nagy Attila  |
| Kay            | Isabela Merced                          | Mentes Júlia    |
| Bjorn          | Spike Fearn                             | Miller Dávid    |
| Navarro        | Aileen Wu                               | Varga Lili      |
| Rook           | Ian Holm (kinézet), Daniel Betts (hang) | Mihályfi Balázs |

### Magyar változat
- Magyar szöveg: Gáspár Bence
- Felvevő hangmérnök: Schriffert László
- Vágó; Sári-Szemerédi Gabriella
- Gyártásvezető: Gelencsér Adrienne
- Szinkronrendező: Nikodém Zsigmond
- Produkciós vezető: Hagen Péter

A szinkront a Mafilm Audio Kft. készítette el.

## A film készítése
Miután a 21st Century Foxot felvásárolta a Walt Disney Company, a 2019-es CinemaConon hivatalosan is megerősítették, hogy a jövőbeni Alien-filmek fejlesztés alatt állnak. 2022 márciusában jelentették be, hogy Fede Álvarez fogja írni és rendezni az első filmet, miután saját történetével állt elő, és azt mondták, „nem kapcsolódik” a franchise korábbi filmjeihez, a projektet pedig a Hulu fogja forgalmazni az Egyesült Államokban. Novemberre Cailee Spaeny tárgyalásokba kezdett a főszerepről. 2023 márciusában Isabela Merced egy meg nem nevezett szerepet kapott, Spaeny mellett. Még abban a hónapban David Jonsson, Archie Renaux, Spike Fearn és Aileen Wu is csatlakozott a stábhoz, egyelőre nem közölt szerepekben. 2023 novemberében bejelentették, hogy a film A nyolcadik utas: a Halál (1979) és A bolygó neve: Halál (1986) eseményei között fog játszódni, a technikai stáb néhány tagja visszatér az utóbbi filmből, a vizuális effektek pedig az Image Engine-től, az Alien: Ore (2019) című filmből készülnek.
A forgatás Budapesten zajlott 2023. március 9. és július 3. között.

## Filmzene
A film zenéjét Benjamin Wallfisch szerezte.

## Bemutató
Az Alien: Romulus eredetileg a Hulu kínálatában jelent volna meg, de nem sokkal a forgatás megkezdése előtt úgy döntöttek, mégis a mozikba kerül. A film brit premierje az Edinburgh-i Nemzetközi Filmfesztiválon lesz 2024. augusztus 15-én. A tervek szerint a 20th Century Studios az Egyesült Államokban és az Egyesült Királyságban egy nappal később, augusztus 16-án mutatja be.

## Fogadtatás
A kritikák alapvetően dicsérték a filmet annak hangulata és a valódi díszletek miatt, ami a CGI-jal készült filmek korában üdítőleg hatott, ugyanakkor kiemelték, hogy a szereplők háttere sekélyes, kidolgozatlan, ahogy a cselekedeteik és a film dramaturgiája is idővel egyre logikátlanabb fordulatokat vesznek. Kiemelték azt is, hogy a magát „Alien-rajongóként” jellemző rendező-forgatókönyvíró Fede Álvarez a film cselekményével láthatóan mindegyik korábbi Alien-részt meg kívánta idézni, és ez a fanservice inkább a film minőségének és eredetiségének kárára ment.